# Patryk Poręba
Patryk Poręba (ur. 25 kwietnia 1992 w Krynicy-Zdroju) – polski saneczkarz w konkurencji dwójek, olimpijczyk z Soczi 2014.
Patryk Poręba startuje w konkurencji dwójek z Karolem Mikrutem. Zdobywali razem srebrny (2012) i brązowy medal mistrzostw Polski (2013), a także trzykrotne mistrzostwo Polski w drużynie (2011, 2012, 2013). Startowali razem również w zawodach Pucharu Świata oraz mistrzostw świata, mistrzostw Europy i na igrzyskach olimpijskich 2014.
Po sezonie 2018/2019 zakończył sportową karierę.

## Osiągnięcia

### Igrzyska olimpijskie
| Rok  | Miejsce | Dwójki | Sztafeta |
| ---- | ------- | ------ | -------- |
| 2014 | Soczi   | 15.    | 8.       |

### Mistrzostwa świata
| Rok  | Miejsce   | Dwójki | Sztafeta |
| ---- | --------- | ------ | -------- |
| 2013 | Whistler  | 18.    | 8.       |
| 2015 | Sigulda   | 22.    | –        |
| 2016 | Königssee | 21.    | -        |

### Mistrzostwa Europy
| Rok  | Miejsce   | Dwójki | Sztafeta |
| ---- | --------- | ------ | -------- |
| 2013 | Oberhof   | 21.    | –        |
| 2014 | Sigulda   | –      | –        |
| 2015 | Soczi     | 12.    | dnf      |
| 2016 | Altenberg | 17.    | -        |

### Puchar Świata

#### Miejsca w klasyfikacji generalnej
| Sezon     | Miejsce |
| --------- | ------- |
| 2012/2013 | 21.     |
| 2013/2014 | 19.     |
| 2014/2015 | 22.     |
| 2015/2016 | 24.     |

### Mistrzostwa Polski w saneczkarstwie
| Rok  | Miejsce       | Jedynki | Dwójki | Drużynowo |
| ---- | ------------- | ------- | ------ | --------- |
| 2011 | Krynica-Zdrój |         |        | 1.        |
| 2012 | Sigulda       |         | 2.     | 1.        |
| 2013 | Sigulda       | 4.      | 3.     | 1.        |
| 2014 | Sigulda       | -       | 3.     | 4.        |
| 2015 | Sigulda       | 3.      | 2.     | 2.        |
| 2019 | Sigulda       | 11.     | 3.     | 2.        |
| 2020 | Sigulda       | 5.      | 2.     | 4.        |